# Robert Golob
Robert Golob (Šempeter pri Gorici, 1967. január 23. –) szlovén politikus, üzletember, villamosmérnök, a Szabadság Mozgalom párt vezetője, 2022-től Szlovénia miniszterelnöke.

## Életpályája
1994-ben doktorált a Ljubljanai Egyetemen, villamosmérnök szakon. Tanulmányait ezután a Fulbright-program ösztöndíjasaként folytatta Atlantában, a Georgiai Technológiai Intézetben. Később visszaköltözött Szlovéniába, ahol 1999 májusa és 2000 júniusa között a Gazdasági Minisztérium államtitkáraként tevékenykedett, majd az üzleti életbe belevágva megalapította a GEN-I nevű villamosenergia-kereskedelmi vállalatot, melynek elnöke volt egészen 2022-ig. Golob tagja volt a Zoran Janković ljubljanai főpolgármester által vezetett Pozitív Szlovénia pártnak, majd 2013-ban elhagyta azt, és átlépett Alenka Bratušek mozgalmába, aki 2013 márciusa és 2014 szeptembere között Szlovénia miniszterelnöke volt. Rövid ideig Golob volt a párt alelnöke. Miután 2022-ben leváltották a cége elnöki posztjáról, úgy határozott, hogy aktív szerepet vállal a politikában. 2022 januárjában indult a parlamenten kívüli zöldpárt, a Z.Dej elnöki posztjáért, melyet el is nyert. Elnökké választása után első intézkedése volt, hogy Szabadság Mozgalomra cserélte a párt nevét, és zöldpártból baloldali, liberális formációvá alakította át. A párt elsőként a 2022-es választáson mérettette meg magát, és a szavazatok 34,54%-ával meg is nyerte azt, leváltva az országot kisebb megszakításokkal vezető jobboldali populista Janez Janša pártját, a Szlovén Demokrata Pártot.
2022. május 25-én iktatták be hivatalába, így ő lett Szlovénia 13. miniszterelnöke.

## Fordítás
- Ez a szócikk részben vagy egészben  a   Robert Golob című szlovén Wikipédia-szócikk ezen változatának fordításán alapul.  Az eredeti cikk szerkesztőit annak laptörténete sorolja fel. Ez a jelzés csupán a megfogalmazás eredetét és a szerzői jogokat jelzi, nem szolgál a cikkben szereplő információk forrásmegjelöléseként.